# Una così bella giornata
Una così bella giornata (It's Such a Beautiful Day) è un racconto di fantascienza di Isaac Asimov scritto nel 1954 e pubblicato per la prima volta nell'antologia Star Science Fiction Stories No.3 curata da Frederik Pohl. Successivamente è stato incluso nell'antologia Antologia personale (Nightfall and Other Stories) del 1969.
Il racconto è stato pubblicato varie volte in italiano a partire dal 1964 anche con i titoli È una bellissima giornata ed È una giornata così bella....

## Trama
Ambientata nell'anno 2117, la storia si svolge nel Distretto A-3, un nuovo sobborgo di San Francisco e la prima comunità al mondo che per gli spostamenti utilizza le Porte, un mezzo di trasporto basato sul teletrasporto.
Quando la Porta che usa abitualmente per andare a scuola si guasta, Dickie Hanshaw è costretto ad andare a piedi ma, ben presto comincia a evitare l'uso della Porta e a girovagare all'aperto nel suo quartiere, esposto agli agenti atmosferici. Il giorno in cui prende un raffreddore, la signora Hanshaw è scolvolta e lo porta dal dottor Sloane, uno psichiatra, nel terrore che i giri di suo figlio siano segni di qualche disturbo psichico.
Superando le proprie paure, il dottor Sloane invita Dickie a fare una passeggiata insieme all'aperto e comincia a capire e apprezzare l'interesse del ragazzo per l'ambiente esterno. Il dottor Sloane consiglia la signora Hanshaw di non opporsi in modo così deciso allo strano hobby di Dickie, ma anzi le consiglia di minimizzare in modo da far perdere al figlio interesse per la cosa e spingerlo ad avere interessi più "normali".
Al termine dell'ultimo incontro con madre e figlio però, il dottor Sloane cede al fascino dell'ambiente esterno dicendo che "è una così bella giornata, che penso di farmi la strada a piedi".